# Ретяжское сельское поселение
Ретяжское се́льское поселе́ние — муниципальное образование в Кромском районе Орловской области России.
Административный центр — село Ретяжи.
Создано в 2004 году в границах одноимённого сельсовета. Расположено на юго-востоке района.

## Население
| 2010 | 2012 | 2013 | 2014 | 2015 | 2016 | 2017 |
| ---- | ---- | ---- | ---- | ---- | ---- | ---- |
| 462  | →462 | →462 | ↘451 | ↘435 | ↘425 | ↘420 |
| 2018 | 2019 | 2020 | 2021 | 2023 |      |      |
| ↘411 | ↘408 | ↘406 | ↗549 | ↗552 |      |      |

## Населённые пункты
В состав сельского поселения (сельсовета) входят 9 населённых пунктов:
| № | Населённый пункт   | Тип     | Население (чел.) |
| - | ------------------ | ------- | ---------------- |
| 1 | Вендеревский Хутор | деревня | 1                |
| 2 | Воскресенский      | посёлок | 5                |
| 3 | Гордый             | посёлок | 6                |
| 4 | Краснознаменский   | посёлок | 1                |
| 5 | Надежда            | посёлок | 9                |
| 6 | Нижние Ретяжи      | деревня | 22               |
| 7 | Ретяжи             | село    | ↘83              |
| 8 | Семенково          | деревня | ↘306             |
| 9 | Хлопово            | деревня | 26               |